# Міхай Велісар
Міхай Велісар (рум. Mihai Velisar; нар. 30 серпня 1998, Плоєшті) — румунський футболіст, захисник клубу «Корвінул» та юнацької збірної Румунії.
Виступав також за клуб «Газ Метан».
Володар Кубка Румунії.

## Клубна кар'єра
Народився 30 серпня 1998 року в місті Плоєшті. Вихованець футбольної школи клубу «Петролул». Дорослу футбольну кар'єру розпочав 2018 року в основній команді того ж клубу, в якій провів один сезон, взявши участь у 4 матчах чемпіонату. 
Своєю грою за цю команду привернув увагу представників тренерського штабу клубу «Газ Метан», до складу якого приєднався 2019 року. Відіграв за команду з Медіаша наступні три сезони своєї ігрової кар'єри. Більшість часу, проведеного у складі «Газ Метана», був основним гравцем захисту команди.
Згодом з 2022 по 2023 рік грав у складі команд «Петролул» та «Конкордія» (Кіажна).
До складу клубу «Корвінул» приєднався 2023 року. Станом на 24 грудня 2024 року відіграв за команду з Хунедоари 42 матчі в національному чемпіонаті.

## Виступи за збірну
У 2019 році дебютував у складі юнацької збірної Румунії (U-19), загалом на юнацькому рівні взяв участь у 3 іграх.

## Титули і досягнення
- Володар Кубка Румунії (1):

«Корвінул»: 2023-2024